# USIX
USIX — Unix-подобная операционная система, созданная System Six Inc. и ИНЭУМ. USIX, соответствовала основным международным стандартам и соглашениям (POSIX 1003.1b-1993, SVID), поддерживала режим реального времени, имела встроенные средства защиты от несанкционированного доступа (уровень безопасности C2) и др. Двоично совместима с SVR4/386.
После закрытия компании System Six развитие ОС закончилось.